# Gabriele Albertini
Pour les articles homonymes, voir Albertini.
Gabriele Albertini, né le 6 juillet 1950 à Milan, est un homme politique italien, ancien maire de Milan.

## Biographie
Juriste de formation (diplôme en jurisprudence en 1974), il a été maire de Milan de 1997 al 2006, à la tête d'une coalition de centre-droite. Anciennement député au Parlement européen, il a été élu en 2004 pour la liste de Forza Italia dans la circonscription nord-ouest.
Depuis 1974 il dirige l'entreprise familiale. Il remplit divers rôles dans la Confindustria et dans Assolombarda, et il est président de la PME Federmeccanica.
Il est inscrit au groupe du Parti populaire européen (PPE).
Il est membre de la Commission pour les transports et le tourisme, de la Commission pour l'industrie, la recherche et l'énergie ; il est vice-président de la Délégation pour les relations avec l'Assemblée parlementaire de l'OTAN, membre de la délégation pour les relations avec les États-Unis.
En 2009, il prend la tête de la commission des affaires étrangères du Parlement européen.

## Distinctions
- Officier de la Légion d'honneur de la République française[Quand ?]
- Grand-croix de l'ordre royal norvégien du Mérite
- Grand officier de l'ordre de Mérite du Grand-Duché de Luxembourg
- Grand officier de l'ordre des Saints-Maurice-et-Lazare
- Croix d'argent du Mérite de l'ordre équestre du Saint-Sépulcre de Jérusalem
- Commandeur honoraire de l'ordre de l'Empire britannique
- Commandeur du Mérite de l'ordre sacré militaire constantinien de Saint-Georges
- Grand officier de l'ordre de l'Infant Dom Henri